# Parahepomidion nitidum
Parahepomidion nitidum là một loài bọ cánh cứng trong họ Cerambycidae.